# Euophrys laetata
Euophrys laetata är en spindelart som beskrevs av Simon 1904. Euophrys laetata ingår i släktet Euophrys och familjen hoppspindlar. Inga underarter finns listade i Catalogue of Life.